# Alpine A521
L'Alpine A521 è una vettura da Formula 1 realizzata dalla Alpine F1 Team per gareggiare nel campionato mondiale di Formula 1 2021.

## Contesto
il 6 settembre 2020 la Renault ufficializza il cambio di denominazione in Alpine F1 Team al fine di rilanciare nel mercato il nome della gloriosa casa automobilistica facente parte del gruppo Renault.

## Presentazione
La vettura è stata presentata il 2 marzo 2021

## Livrea
Già il 14 gennaio 2021 era stata presentata una livrea temporanea della vettura destinata esclusivamente ai test pre-stagionali. Essa consiste in una colorazione prevalentemente nera ma che presenta nella parte posteriore, dalla metà del cofano, un motivo a strisce oblique blu, bianche e rosse — a ricordare il tricolore francese — nelle quali è incastonata la "A" del logo Alpine, mentre sul fonte e sul retro dell'alettone posteriore è presente la scritta «ALPINE». I bordi superiori delle paratie laterali delle ali anteriori e posteriori presentano un ulteriore richiamo al vessillo francese.
Nella livrea definitiva il nero viene sostituito dal blu di Francia, colore storico dell'Alpine, fatta eccezione per le ali anteriore e posteriore e per il fondo della vettura, e sono inseriti alcuni dettagli bianchi e rossi, come nella parte sui bargeboard e nella parte interna delle paratie dell'ala anteriore. Complessivamente i colori della livrea richiamano sia la bandiera francese che quella britannica.
Per il Gran Premio d'Arabia Saudita, in occasione della 100ª gara della collaborazione tra la scuderia francese e l'azienda di lubrificanti britannica Castrol, la Alpine A521 presenta una livrea speciale. Le variazioni rispetto a quella ordinaria sono un utilizzo del colore verde su gran parte della fascia laterale obliqua rossa e sulle paratie laterali dell'alettone posteriore e la sostituzione del logo dell'Alpine sul cofano con un logotipo mostrante la scritta «100 RACES WITH RENAULT». A rimarcare il sodalizio tra le aziende succitate sulle paratie laterali dell'ala posteriore è posta la dicitura «Renault recommends Castrol».
Per il Gran Premio di Abu Dhabi la livrea delle due A521 mostra un paio di differenze: in primis gran parte della banda rossa obliqua diventa verde (similarmente a quanto accaduto per la livrea sfoggiata a Gedda), in secundis sulla parte posteriore dell'ala mobile la consueta scritta «ALPINE» viene sostituita con l'iscrizione «EL PLAN», in riferimento a un meme ideato dai tifosi del pilota Fernando Alonso.

## Caratteristiche
La Alpine A521 riprende il nome dalla monoposto di Formula 1 Alpine A500 del 1975. La vettura è una stretta evoluzione della precedente Renault R.S.20, essendo i regolamenti del 2021 molto restrittivi in termini di evoluzione dell’auto. Tuttavia, come imposto dal regolamento, è dotata di un nuovo fondo che è ridotto nella parte posteriore e di un diffusore e delle prese dei freni posteriori con appendici aerodinamiche anch’esse ridotte nelle dimensioni. La vettura porta al debutto il nuovo motore Renault E-TECH 21 ed è tra l'altro l'unica monoposto della stagione 2021 ad essere motorizzata con l'unità ibrida francese che, a partire da questa stagione, è assemblato e realizzato dalla Mecachrome, già realizzatrice di motori per la Formula 1. In particolare si occupa della realizzazione del monoblocco, della distribuzione e della testata e della costruzione finale.

## Carriera agonistica

### Stagione
La nuova vettura non differenza molto dalla sua antenata neanche in termini di prestazioni, che rimangono pressoché le medesime della passata stagione. Anzi, le due vetture guidate da Alonso e Ocon si ritroveranno a fare i conti con le dirette rivali AlphaTauri e Aston Martin per il quinto posto nella classifica costruttori.
I primi punti della stagione arrivano alla seconda gara, grazie al nono posto di Ocon e al decimo di Alonso, e ne seguiranno altri fino ad arrivare all'apice della stagione per l'Alpine che si toccherà in Ungheria appena prima della pausa estiva: infatti, nel Gran Premio magiaro, complice anche una carambola al via scatenata da Valtteri Bottas e Lance Stroll e una difesa stremante di Alonso nei confronti di un Hamilton in rimonta, Ocon riuscirà a vincere il Gran Premio: è la prima vittoria per il pilota francese che interrompe un lungo digiuno per la casa della Losanga che durava dal Gran Premio del Giappone 2008 quando fu Alonso a imporsi al Fuji con la ormai ex-Renault; l'ultimo successo della scuderia di Enstone risaliva invece al Gran Premio d'Australia 2013.
Nel prosieguo del campionato il team ripete però gli stessi risultati altalenanti di inizio stagione, subendo l'eliminazione dalla Q3 in diverse occasioni e concludendo talvolta le gare ai margini della zona punti. In Qatar la vettura si dimostra nuovamente competitiva e Alonso chiude la gara al terzo posto finale, regalando alla squadra il secondo podio stagionale (incrementando ulteriormente il vantaggio sull'AlphaTauri e blindando, di fatto, il quinto posto nei costruttori) e ritrovando personalmente il podio dopo 7 anni dall'ultima occasione (Gran Premio d'Ungheria 2014).
L'Alpine chiude quindi il primo anno in Formula 1 con questa nuova denominazione al 5º posto finale nella classifica costruttori con 155 punti totali, 26 in meno rispetto al 2020 nonostante l'ottima stagione disputata dal team transalpino.

## Piloti
| Piloti ufficiali   | Piloti ufficiali | Piloti ufficiali |
| Nazione            | Nome             | Numero           |
| ------------------ | ---------------- | ---------------- |
| Spagna (bandiera)  | Fernando Alonso  | 14               |
| Francia (bandiera) | Esteban Ocon     | 31               |
| Piloti di riserva  |                  |                  |
| Nazione            | Nome             | Numero           |
| Russia (bandiera)  | Daniil Kvjat     | 26               |
| Cina (bandiera)    | Zhou Guanyu      | 24               |

## Risultati in Formula 1
| Anno | Team      | Motore  | Gomme | Piloti |     |    |   |    |    |     |    |    |     |   |   |    |   |    |    |    |     |    |   |   |    |   | Punti | Pos. |
| ---- | --------- | ------- | ----- | ------ | --- | -- | - | -- | -- | --- | -- | -- | --- | - | - | -- | - | -- | -- | -- | --- | -- | - | - | -- | - | ----- | ---- |
| 2021 | Alpine F1 | Renault | P     | Alonso | Rit | 10 | 8 | 17 | 13 | 6   | 8  | 9  | 10  | 7 | 4 | 11 | 6 | 8  | 6  | 16 | Rit | 9  | 9 | 3 | 13 | 8 | 155   | 5º   |
| 2021 | Alpine F1 | Renault | P     | Ocon   | 13  | 9  | 7 | 9  | 9  | Rit | 14 | 14 | Rit | 9 | 1 | 7  | 9 | 10 | 14 | 10 | Rit | 13 | 8 | 5 | 4  | 9 | 155   | 5º   |

| Legenda | 1º posto     | 2º posto | 3º posto    | A punti         | Senza punti/Non class.  | Grassetto – Pole position Corsivo – Giro più veloce Apice – Risultato Qualifica Sprint (A punti) |
| Legenda | Squalificato | Ritirato | Non partito | Non qualificato | Solo prove/Terzo pilota | Grassetto – Pole position Corsivo – Giro più veloce Apice – Risultato Qualifica Sprint (A punti) |

- Nel Gran Premio del Belgio non è stato coperto il 75% della distanza prevista, quindi i punti assegnati sono la metà di quelli previsti per la distanza completa; i giri più veloci non sono stati riconosciuti nella classifica finale del Gran Premio.[14]